# Phare du cap de l'Eau
Le phare du cap de l'Eau est un phare situé en bout du Cap de l'Eau, dans de la ville de Ras El Ma  (Région de l'Oriental - Maroc).
Il est géré par l'autorité portuaire et maritime au sein du Ministère de l'équipement, du transport, de la logistique et de l'eau

## Histoire
C'est une construction moderne toute blanche de 8 m de haut, près d'un sémaphore. La petite tour blanche, avec galerie et lanterne rouge, est centrée sur une maison de gardien d'un seul étage.
Ce phare est érigé au nord-ouest du port de Ras El Ma, face aux Îles Zaffarines. Il émet 2 éclats blancs, toutes les 6 secondes, visibles jusqu'à 8 milles nautique (environ 14 km). 
Identifiant : ARLHS : MAR018 - Amirauté : E6757 - NGA : 22720.
|              |
| Cap de l'Eau |

### Lien connexe
- Liste des phares du Maroc